# 大里区

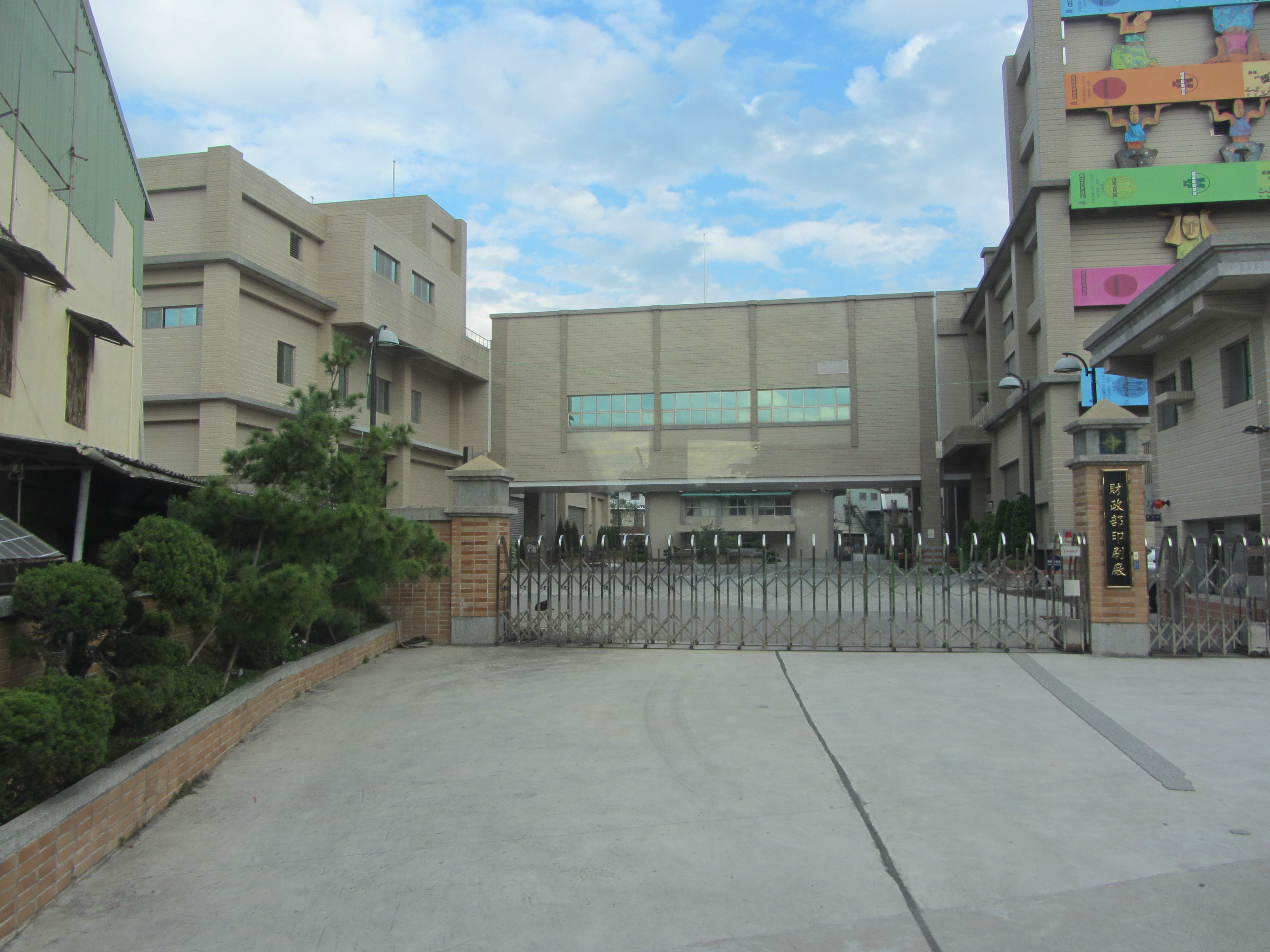
財政部印刷工場

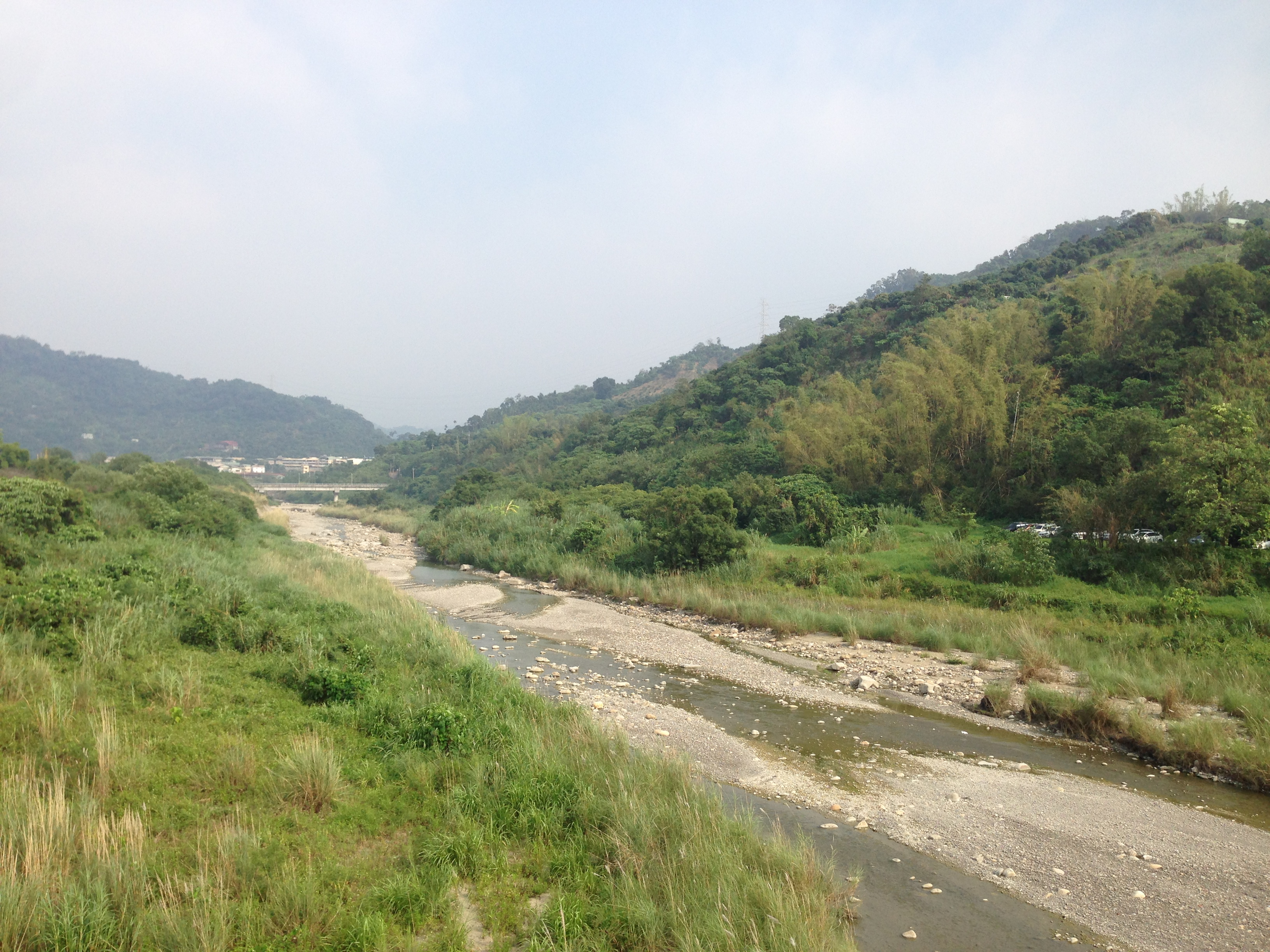
銀聯一橋から望む草湖渓

大里区（ダーリー/だいり/おおさと-く）は、台中市の市轄区。

## 歴史
大里の旧名は「大里杙」である。漢人入植以前は洪雅平埔族の活動地域であった。雍正乾隆年間に、原住民は清朝に帰順し、その後大量の移民が大陸より流入、大肚渓、大里渓沿いに上流方向に開発が進んだ。大里は交通の便がよかったことから早い時期に開発が進み、台中盆地で最も経済的繁栄を見た地域である。
大里杙の開発初期は原住民による入植者に対する攻撃が相次ぎ、入植者は「塗城」を設置、土塁を以って先住民からの攻撃に備えたことから「番仔寮」、「塗城」などの地名が発生している。当初の入植者は福建漳州出身者の林姓が最も多い。清に対し反乱を起こした林爽文もその仲の一人であり、郷民の不満の高まりを見て「天地会」を組織、結局は失敗に終わったが反清活動を展開している。その事件後林爽文一家は霧峰に移り、今日著名な霧峰林家花園となったが、その源流は大里に発している。
「大里」の地名の由来は、元来原住民語の音訳である。「杙」は「筏」を表している。大里渓は急流であり、彰化県鹿港鎮および南投県北投庄郷からは交通は全て筏による水運に依拠していたことから命名された。当時漢人は小船を利用しての交易を行っており、次第に川辺に襲来区が形成されるようになり、これが「渡船頭」と称されるようになった。現在の「旧街仔」に比定されている。
「一府、二鹿、三艋舺、四竹塹、五諸羅、六大里杙」との言葉が示す通り、台湾を代表する「大里杙」であるが、日本統治時代になると「杙」の文字が脱落し「大里」と称されるようになり、現在に至っている。
2010年12月25日の台中県市合併、直轄市昇格に伴い大里区となって現在に至る。

## 行政区
| 地区   | 里 |
| ------ | --- |
| 大里   | 樹王里、新里里、国光里、大里里、大元里、夏田里、祥興里、日新里、大明里、永隆里、東興里、西栄里、内新里、長栄里、中新里、東昇里 |
| 草湖   | 仁化里、仁徳里、金城里、瑞城里、塗城里、健民里、東湖里、西湖里                                                                 |
| 十九甲 | 立仁里、新仁里、立徳里 |

## 歴代区長
| 代 | 氏名   | 任期      |
| -- | ------ | --------- |
|    | 簡肇棟 | 1998-2002 |
|    | 林仲毅 | 2002-2010 |
|    | 詹文富 | 2010-2013 |
|    | 許貴芳 | 2013-     |

## 教育

### 大学
- 修平科技大学

### 高級中学
- 国立中興大学附属高級中学
- 台中市立大里高級中学
- 私立大明高級中学
- 私立僑泰高級中学
- 私立青年高級中学
- 私立立人高級中学

### 国民中学
- 台中市立立新国民中学
- 台中市立光正国民中学
- 台中市立光榮国民中学
- 台中市立成功国民中学
- 台中市立爽文国民中学
- 台中市立大里高級中学国中部
- 私立立人高級中学国中部
- 私立大明高級中学国中部
- 私立僑泰高級中学国中部

### 国民小学
| - 台中市大里区大里国民小学 - 台中市大里区大元国民小学 - 台中市大里区内新国民小学 - 台中市大里区永隆国民小学 - 台中市大里区健民国民小学 - 台中市大里区瑞城国民小学 | - 台中市大里区立新国民小学 - 台中市大里区美群国民小学 - 台中市大里区草湖国民小学 - 台中市大里区崇光国民小学 - 台中市大里区益民国民小学 - 台中市大里区塗城国民小学 |

## 交通
| 種別     | 路線名称           | その他       |
| -------- | ------------------ | ------------ |
| 高速道路 | フォルモサ高速道路 | 中投公路JCT  |
| 省道     | 台3線              |              |
| 省道     | 台63線             | 中投快速公路 |
| 快速公路 | 台74線             | 中彰快速公路 |

## 観光

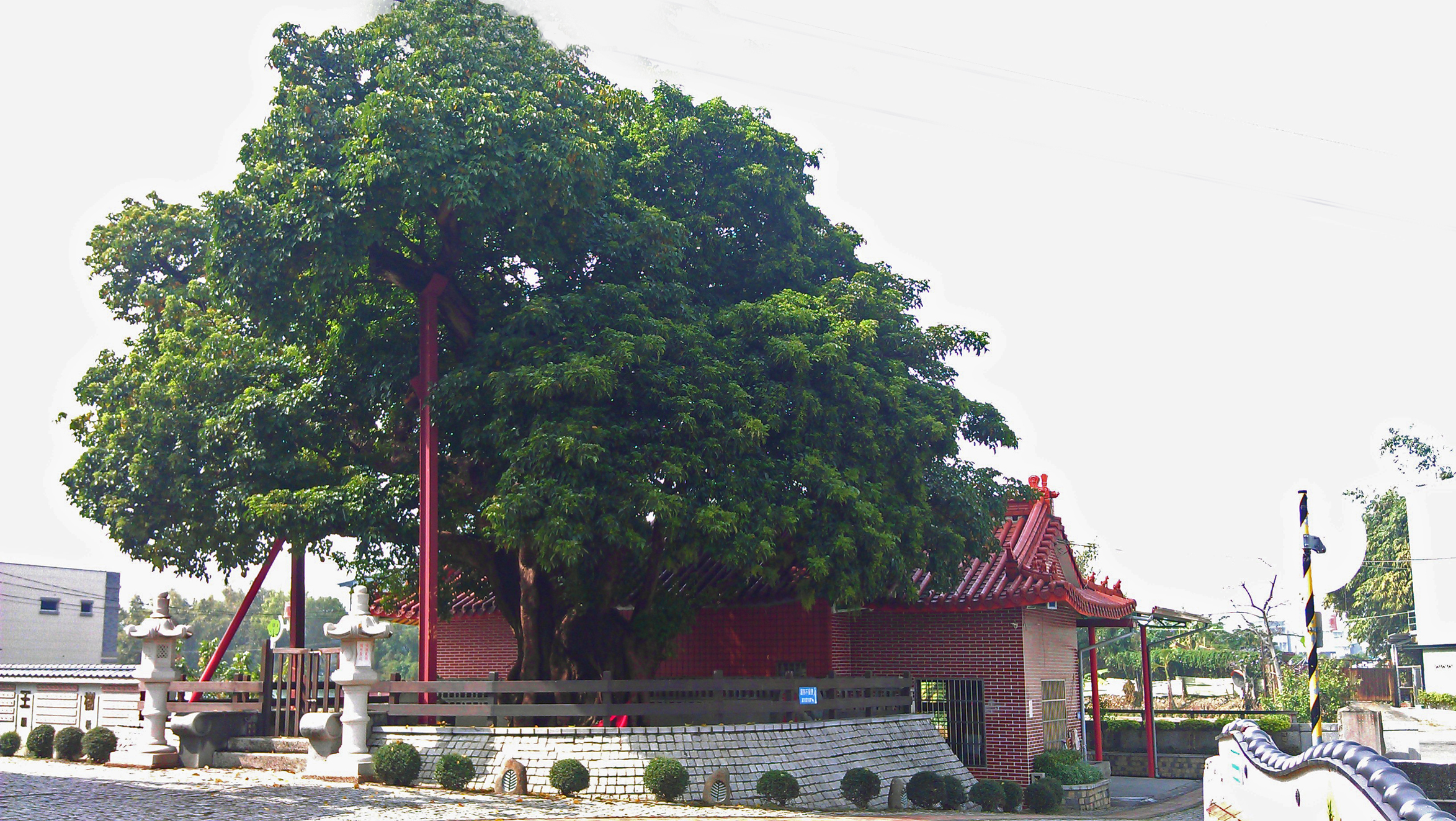
樹王里の大アカギ（樹王公）

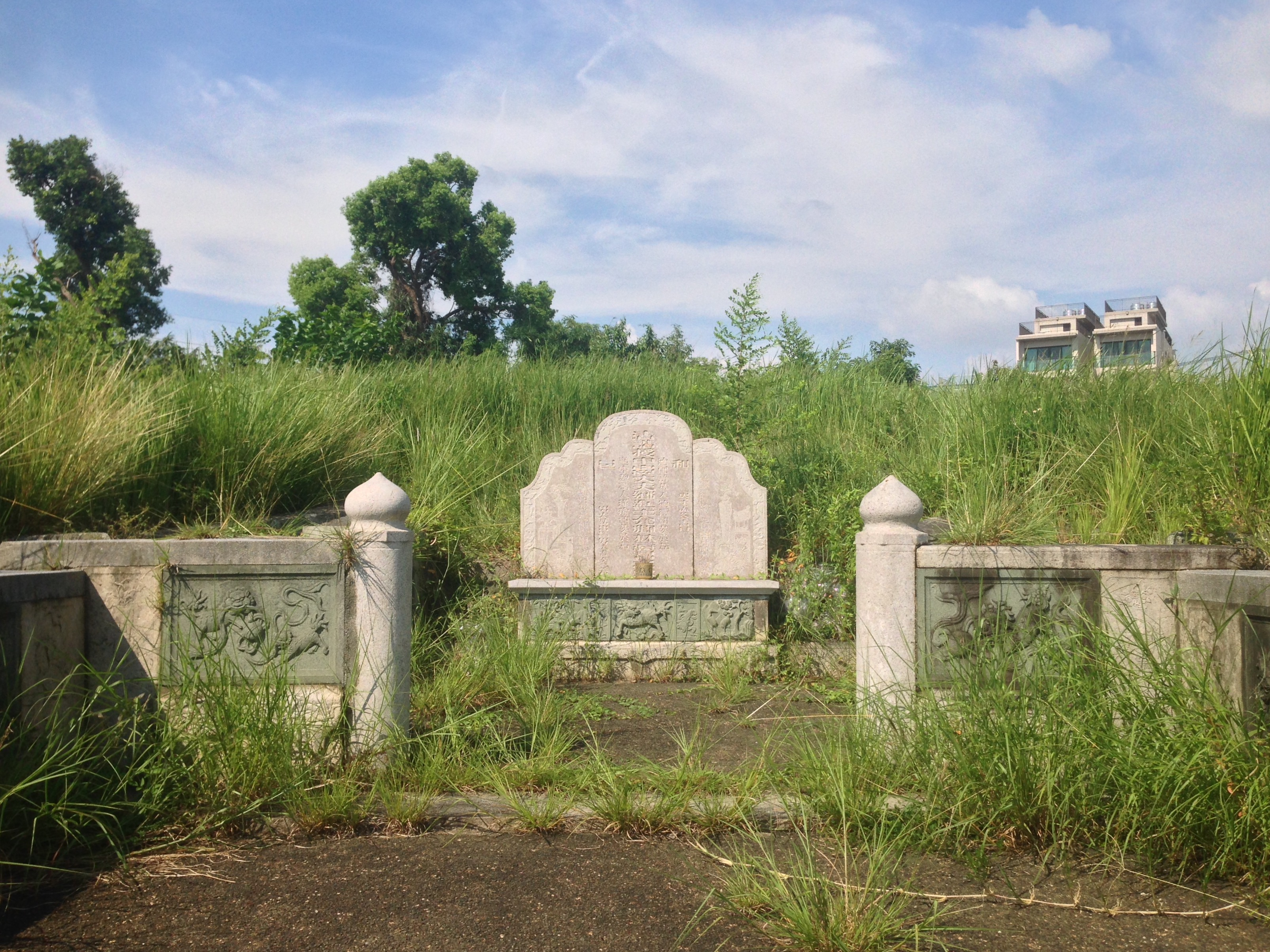
林允卿進士墓

- 大里杙老街
- 慶源堂
- 林爽文旧居
- 蘭花巷
- 樹王里（中国語版）の大アカギ
- 大里福興宮（中国語版）
- 旱渓（中国語版）放水路
- 長栄里（中国語版）
- 草湖渓（中国語版）
- 大里渓（中国語版）